# Psilochorus papago
Psilochorus papago là một loài nhện trong họ Pholcidae. Loài này được phát hiện ở México và Hoa Kỳ.